# Комишуваха (балка)
Комишуваха — річка у Ізюмському та Барвінківському районах Харківської області, ліва притока Великої Комишувахи (басейн Сіверського Донця).

## Опис
Довжина річки 17  км.,  похил річки — 2,8 м/км. Формується з багатьох безіменних струмків та водойм. Площа басейну 161 км².

## Розташування
Комишуваха бере  початок на північно-західній стороні від села Бражківки. Тече переважно на північний захід і в селі Велика Комишуваха впадає у річку Велику Комишуваху, праву притоку Береки.
Населені пункти вздовж  берегової смуги: Вірнопілля, Карнаухівка, Велика Комишуваха.